# Stasi
Il Ministero per la sicurezza dello Stato (Ministerium für Staatssicherheit in tedesco), abbreviato in MfS e comunemente conosciuto come Stasi, era la principale organizzazione di sicurezza e spionaggio della Repubblica Democratica Tedesca (RDT o Germania Est), fungendo da strumento governativo per il Partito Socialista Unificato di Germania (SED).
Il MfS ha usato il monitoraggio, l'intimidazione, la detenzione contro avversari e critici nei confronti del regime, definiti "Feindlich-negative Person", persone ostili-negative. Negli anni '50, la tortura fisica era ancora usata nelle carceri della Stasi e in seguito furono usati sofisticati metodi psicologici. Negli anni '80, la Stasi addestrò ripetutamente i terroristi della Rote Armee Fraktion (RAF) sull'uso di armi ed esplosivi.
Rimase famoso per avere arruolato numerosi tedeschi dell'Est per il controllo delle attività dei propri concittadini, al fine di impedire il sorgere di moti contro il governo autoritario della Germania Est.

## Storia
Il Ministerium für Staatssicherheit (Ministero della Sicurezza di Stato) o Stasi venne fondato l'8 febbraio 1950. Wilhelm Zaisser ne fu il suo primo direttore e Erich Mielke il suo vice. Zaisser cercò di destituire Walter Ulbricht, Segretario Generale della SED, in seguito ai moti operai del giugno 1953, ma poco dopo fu invece rimosso da Ulbricht stesso e sostituito con Ernst Wollweber.
Il cambio al vertice venne affiancato dalla riduzione della Stasi da ministero autonomo a segretariato del Ministero degli Interni, vedendosi tolte anche le competenze sulla polizia ferroviaria (la Transportpolizei) e sulla polizia di confine (la Grenzpolizei). Tale misura venne spesso interpretata come una misura punitiva nei confronti della Stasi, colpevole di non essere riuscita ad evitare la rivolta. Analisi più recenti sostengono tuttavia che fu anche un piccolo segnale di distensione verso l'Occidente. La misura peraltro era modellata su quanto stava avvenendo in URSS con la trasformazione del MGB in KGB dopo la liquidazione di Berija. In ogni caso la riforma sarà solo temporanea: appena due anni dopo la Stasi riottenne lo status ministeriale.
Nel 1957 Wollweber si dimise a causa dei contrasti con Ulbricht e Erich Honecker e al suo posto fu nominato il suo vice Erich Mielke. Seppure ufficialmente l'Mfs rispondesse al Consiglio dei ministri della Repubblica Democratica Tedesca, con la direzione di Mielke la Stasi si rese indipendente dal controllo dei politici. Nel 1957 Markus Wolf divenne capo dell'Hauptverwaltung Aufklärung (HVA), il dipartimento di spionaggio all'estero della Stasi. Fino a metà degli anni ottanta, la rete di spie crebbe all'interno della RDT altrimenti detta Germania Est. Nel 1989 venne stimato che la Stasi disponesse di 91.000 impiegati a tempo pieno e probabilmente più di 100.000 informatori, disponendo di fatto della percentuale più alta di spie pro capite di tutti gli Stati del patto di Varsavia: una spia ogni 83 abitanti .
La Stasi monitorava i comportamenti politicamente scorretti di tutti i cittadini della Germania Est. Una volta definito il soggetto l'obiettivo era di costringere la persona ad abbandonare la propria posizione sociale, lavorativa o accademica. Ad obiettivo raggiunto spesso la vittima veniva poi integrata come informatore a sua volta. Dopo la caduta del muro di Berlino del 1989 gli uffici della Stasi vennero invasi dai cittadini infuriati, non prima che un grande quantitativo di materiale compromettente venisse distrutto dagli ufficiali del servizio segreto. I documenti rimasti sono oggi disponibili per tutte le persone che erano spiate.
Dopo l'unificazione tedesca venne rivelato che la Stasi aveva anche aiutato in segreto dei gruppi terroristici di sinistra come la Rote Armee Fraktion. La perdita del supporto della Stasi fu uno dei fattori principali nel discioglimento di tutti questi gruppi terroristici, compresa la RAF.
Verso la fine degli anni ottanta la Stasi non era più formata esclusivamente da agenti comunisti, convinti che il loro lavoro fosse necessario per salvare la Patria dalla reazione capitalistica. Anche a causa degli arruolamenti coatti per trovare spie, la base della Stasi divenne molto poco politica e decisamente molto legata al proprio potere.

## Relazioni con il KGB
Nonostante l'indipendenza concessa alla Stasi nel 1957, il KGB continuò a tenere ufficiali di riserva in tutti gli otto "direttorati" principali dell'agenzia di servizi segreti della RDT a Berlino e in ognuno dei 16 distretti della Stasi nel territorio della Germania Est fino al 1990. La collaborazione tra Stasi e KGB era così stretta che quest'ultimo aveva invitato l'agenzia tedesca a creare basi operative a Mosca e Leningrado per controllare i turisti della Germania Est che visitavano il paese sovietico. Mielke chiamava addirittura gli ufficiali della Stasi i "Čekisti dell'Unione Sovietica". Nel 1978 Mielke garantì formalmente al personale del KGB in Germania Est gli stessi diritti dei quali godevano in Unione Sovietica.
Tra il personale del KGB di stanza in Germania Est spicca il nome di Vladimir Putin.

## Numero dei membri e Dossier Rosenholz

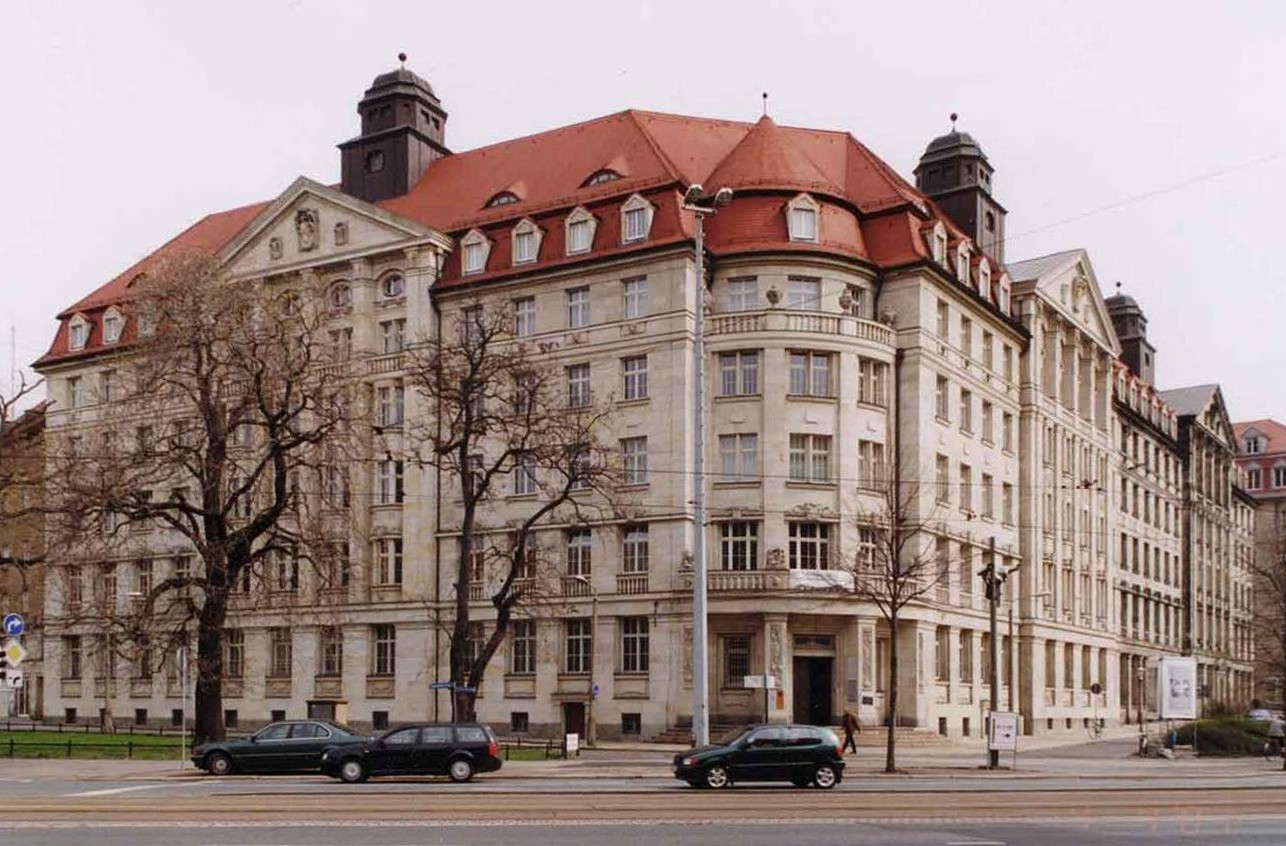
Stasi-Bezirksverwaltung Leipzig, sede dell'Mfs del distretto di Lipsia

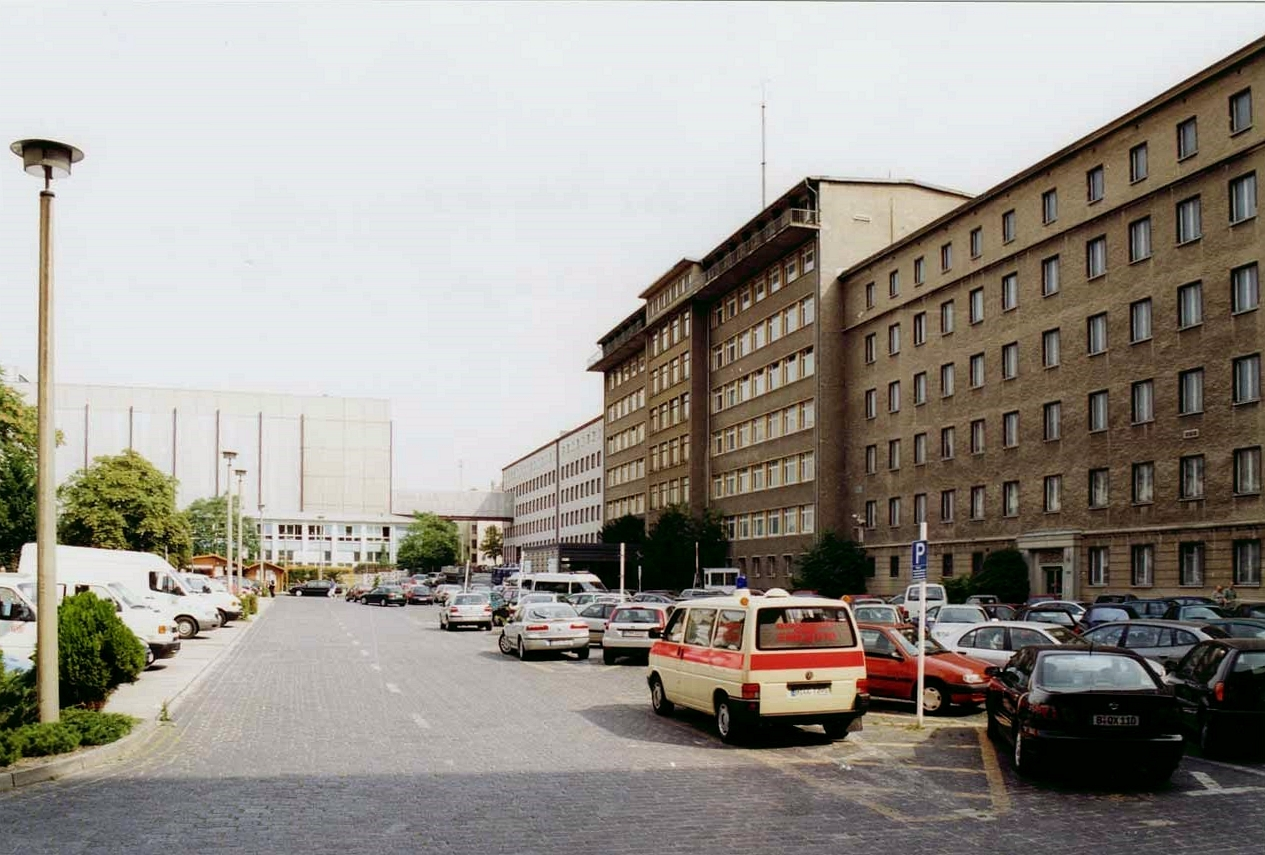
Sede della direzione centrale

Per quanto riguarda l'organizzazione interna dell'Mfs a tutt'oggi non sono disponibili molte informazioni in quanto praticamente tutte le attività della Stasi erano coperte dal segreto di Stato e gli stessi membri di questa organizzazione non sapevano a loro volta esattamente i meccanismi che erano dietro a questo sistema, dal momento che loro stessi erano sotto controllo dell'Mfs. Basti pensare che fino alla pubblicazione del dossier Rosenholz nel 2004 lo stesso governo federale tedesco non era al corrente del numero esatto di spie dislocate in Germania Occidentale ed, ancor meno, del numero esatto di operazioni condotte.
Secondo alcune stime fatte negli anni novanta nel periodo immediatamente successivo alla caduta del muro di Berlino, si stima che il numero di dipendenti della Stasi si aggirasse intorno alle 90.000 - 100.000 persone, a capo delle quali c'era il Politbüro. Unica eccezione era la commissione centrale di sicurezza, la quale poteva prendere decisioni riguardo alla promozione dei membri dell'Mfs indipendentemente dalle decisioni prese dal Politbüro.
Ai 91.000 dipendenti impiegati dall'Mfs si aggiungevano altri 100.000 informatori, cosiddetti collaboratori, che operavano perlopiù all'interno della DDR. Gli informatori, invece, che si trovavano all'estero in paesi non socialisti venivano anche detti Kundschafter des Friedens, che tradotto vorrebbe dire vedette della pace.
Complessivamente, tra dipendenti ed informatori, circa 200.000 persone lavoravano per conto della Stasi, che rapportato al numero di abitanti della DDR, che era di circa 16 milioni, vorrebbe dire che l'1,15 per cento della popolazione era stata reclutata dall'Mfs.
Per quanto riguarda, invece, il numero di spie attive nella Repubblica Federale Tedesca, si stima, da quanto appreso dal dossier Rosenholz, che il numero di spie si aggirasse, con buona approssimazione, intorno alle 1500 unità.
Sempre dal dossier Rosenholz, si è, infine, appreso che, per il supporto di gruppi terroristici quali la RAF, nella Repubblica Federale Tedesca era stata incaricata una sezione apposita del Mfs chiamata HA XXII.
Sarebbe, quindi, stata la sezione HA XXII ad aiutare molti membri della RAF a scappare dalla Germania occidentale per rifugiarsi nella DDR dopo aver loro fornito nuove identità. Sempre la sezione HA XXII avrebbe, quindi, fornito sostegno all'OLP tramite l'HVA, la divisione dell'Mfs che si occupava esclusivamente dello spionaggio all'estero e dell'infiltrazione di organizzazioni internazionali.

## Organizzazione e struttura interna

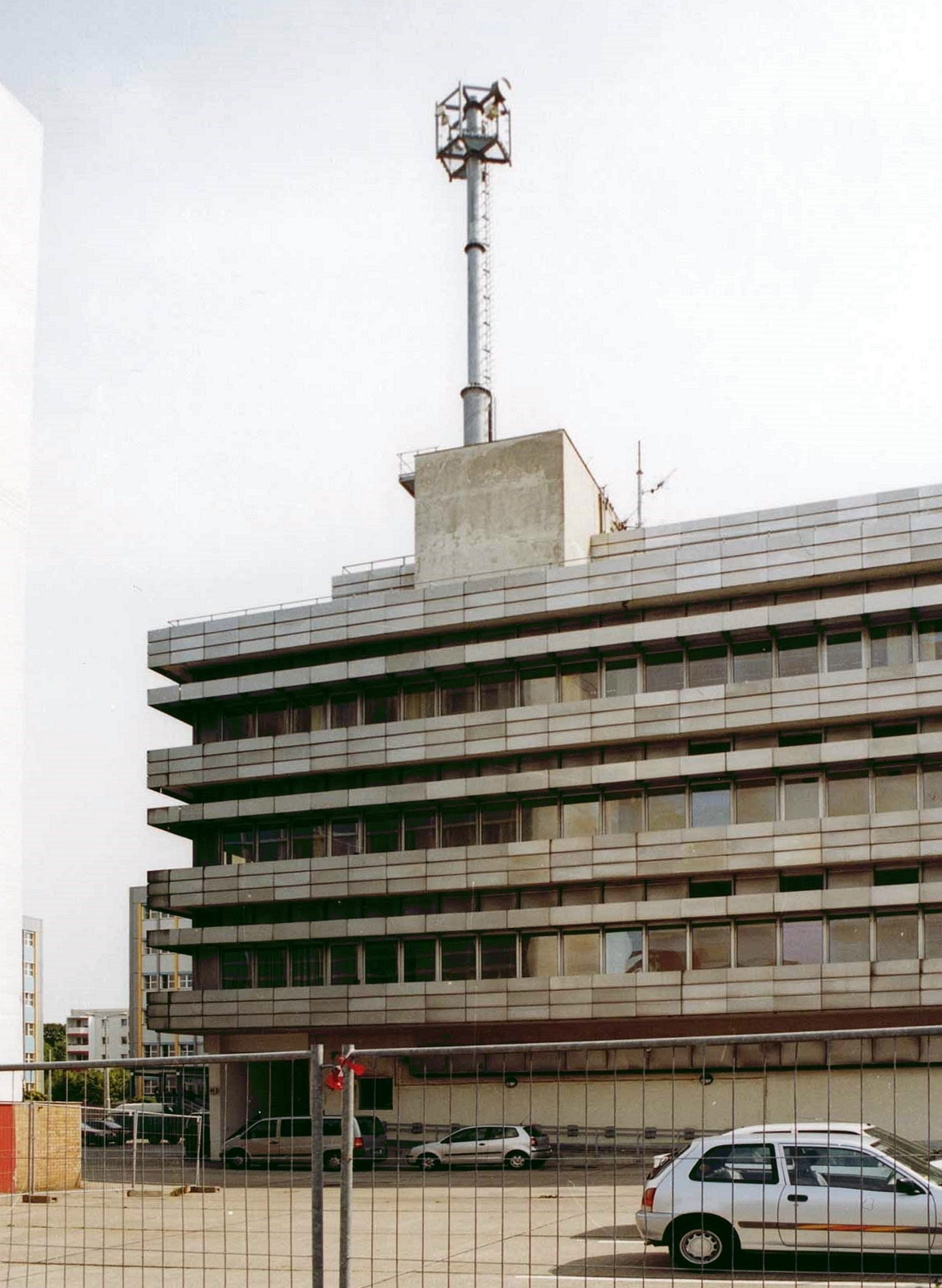
Sede principale a Berlino-Lichtenberg

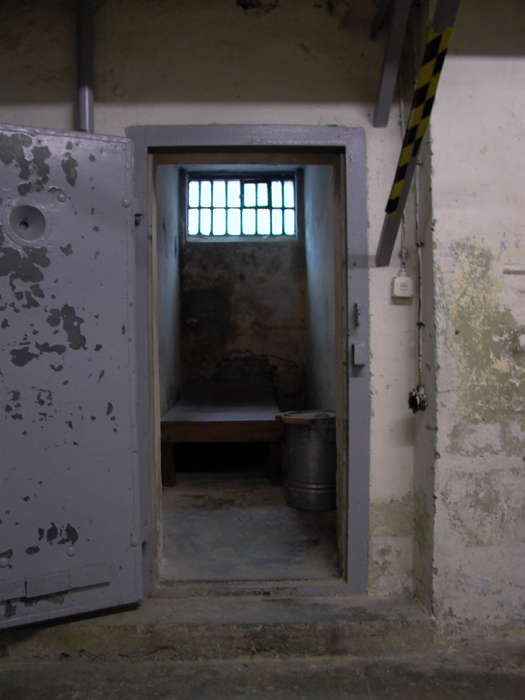
Cella di detenzione presso la sede di Berlino-Hohenschönhausen

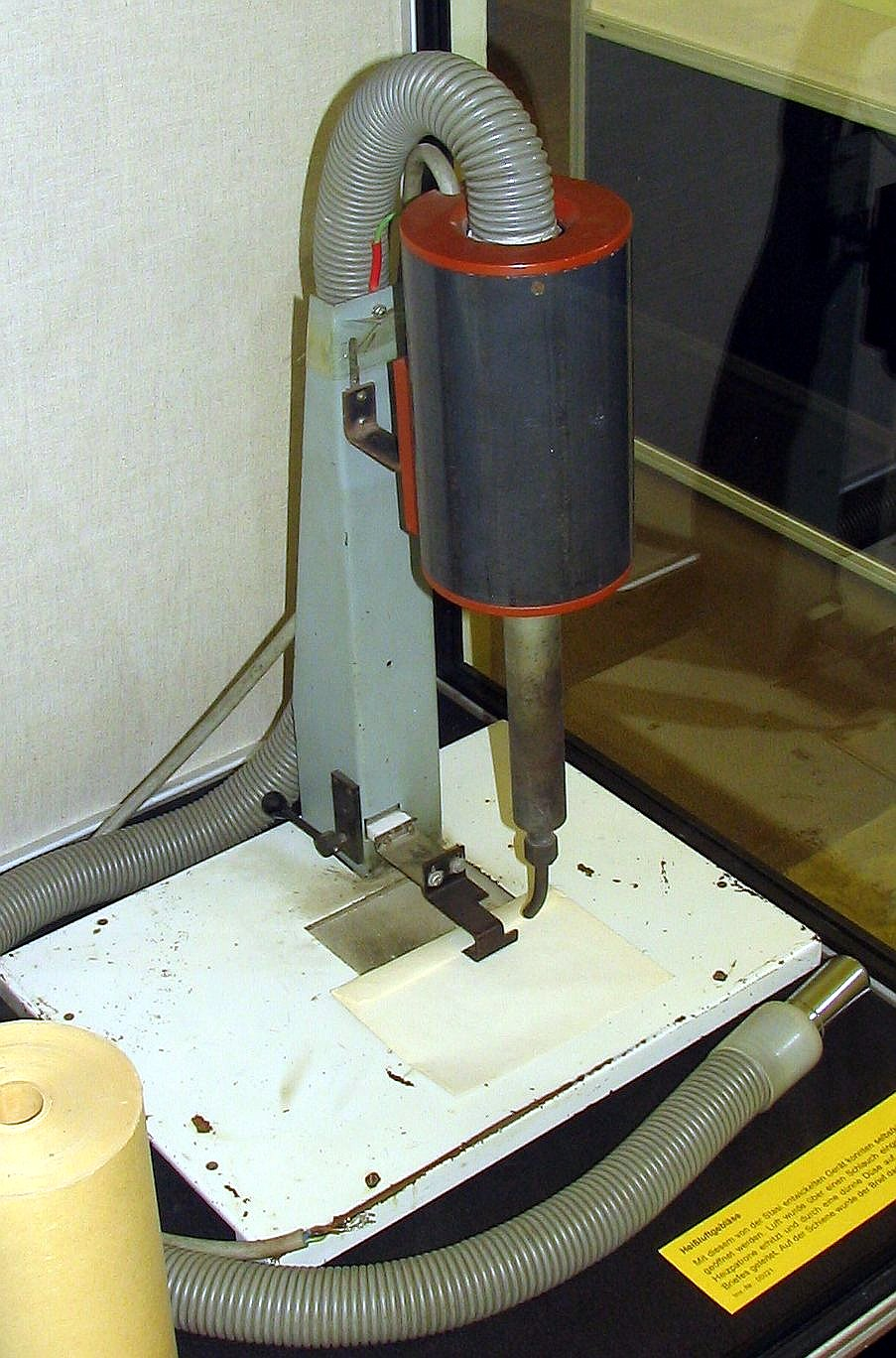
Ugello con getto ad aria calda utilizzato dalla sezione M per aprire le buste delle lettere

Internamente l'MfS era organizzato tramite il Principio della linea e composto da varie sezioni e sottosezioni con competenze differenti. Per compiti che potevano riguardare l'area di competenza di più di una sezione venivano formate le cosiddette Arbeitsgruppen, gruppi di lavoro, che avevano mansioni ben definite al riguardo di un singolo compito. Le sezioni principali invece venivano numerate con numeri romani e chiamate Hauptabteilungen, mentre le sottosezioni venivano chiamate solamente Abteilungen.
Un ufficiale di alto rango era a capo di una particolare missione del Ministero e guidava una divisione nell'Apparato Centrale (Zentrale). Una divisione corrispondente veniva creata in ciascuno dei 15 Dipartimenti Distrettuali per la Sicurezza di Stato (Bezirksverwaltungen für Staatssicherheit) nella regione di Berlino e negli altri 14 distretti regionali (Bezirke). A livello locale, la Stasi aveva Aree Distrettuali per la Sicurezza di Stato (Bezirksverwaltungen für Staatssicherheit), uno per ognuna delle 227 città e distretti municipali, e gli 11 Bezirken di Berlino Est.
In ogni distretto, il singolo caso veniva assegnato ad un ufficiale sul quale ricadeva la responsabilità delle operazioni. Gli ufficiali assegnati ai singoli casi erano subordinati e a divisioni specializzate dei vari dipartimenti. Quest'ultime erano subordinate alle divisioni specializzate dell'Apparato Centrale e tutta la linea era sotto il comando dell'ufficiale di alto rango a capo della missione. La Stasi aveva inoltre Distaccamenti (Objektdienststellen) all'interno di aziende di proprietà dello Stato di grande importanza come la Compagnia Mineraria di Uranio Wismar, controllata in collaborazione con l'Unione Sovietica.
La Stasi era al suo interno divisa secondo le seguenti divisioni:

### Ministero per la Sicurezza dello Stato
- Ministero per la Sicurezza dello Stato
- Consiglio di Polizia (Kollegium des MfS, inclusi il Ministro e i suoi collaboratori)

### Apparato Centrale (Zentrale)
Divisioni direttamente poste sotto il comando di Erich Mielke, il direttore della Stasi.
- Sekretariat des Ministers - Ufficio del Ministro
- Hauptabteilung II - Controspionaggio
  - Abteilung M (Divisione M) - Controllo Postale
- Hauptabteilung IX - Corpo investigativo
- Abteilung X - Relazioni internazionali con agenzie amiche del blocco sovietico
- Abteilung XIV - Procedimenti penali e prigioni della Stasi
- Arbeitsgruppe des Ministers - Gruppo esecutivo del Ministro
  - Reggimento delle guardie Felix Dzierzinsky (Wachregiment Berlin "Feliks E. Dzierzynski")
- Abteilung Finanzen - Divisione finanza
- Büro der Leistung - Ufficio per l'implementazione delle politiche
- Büro der Zentralen Leistung der SV Dynamo - Ufficio centrale per la direzione della SV Dynamo
- Hauptabteilung Kader und Schulung - Divisione centrale per le cattedre e l'educatione
  - Zentraler Medizinischer Dienst - Servizio medico centrale
  - Hochschule des MfS - Scuola superiore della Stasi
- Hauptabteilung Personenschutz - Divisione principale per la sicurezza personale
- Zentrale Auswertung- und Informations Gruppe - Gruppo centrale per le informazioni e per il calcolo
  - Abteilung XII - Servizio centrale informazioni e archivio
  - Abteilung XIII - Stazione centrale di calcolo
- Rechtstelle - Ufficio Legale

Divisioni poste sotto il comando del sottosegretario, Colonnello generale Werner Großmann (Dem Stellvertreter GO Großmann unterstellte Diensteinheiten) (il suo predecessore è il famoso Colonnello Generale Markus Wolf)
- Sekretariat des Stellvertretes des Ministers Werner Großmann - Ufficio del sottosegretario Werner Großmann
- Hauptverwaltung A - Direzione generale per l'intelligence esterna

Divisioni poste sotto il comando del sottosegretario, Colonnello Generale Rudi Mittig
- Sekretariat beim Stellvertreter des Ministers GO Mittig - Ufficio del sottosegretario Rudi Mittig
- Zentraler Operativstab - Staff operativo centrale
- Zentrale Arbeitsgruppe Geheimnisschutz - Gruppo esecutivo centrale per la protezione di informazioni riservate
- Arbeitsgruppe Bereich Kommerzielle Koordinierung - Gruppo esecutivo per la coordinazione commerciale
- Arbeitsgruppe E - Gruppo esecutivo E
- Hauptabteilung XVIII - Sicurezza dell'economia del popolo
- Hauptabteilung XIX - Sorveglianza del trasporto, della posta e dei media
- Hauptabteilung XX - Sorveglianza dell'apparato di Stato, delle istituzioni culturali e religiose e dei movimenti clandestini
- Verwaltung Rückwärtige Dienste - Direzione servizi di retroguardia

Divisioni poste sotto il comando del sottosegretario, Tenente generale Gerhard Neiber
- Sekretariat des Stellvertreters des Ministers GL Gerhard Neiber - Ufficio del sottosegretario Gerhard Neiber
- Zentrale Koordinierungsgruppe - Gruppo di coordinamento centrale
- Hauptabteilung I - Controspionaggio nell'Armata Popolare Nazionale e truppe di confine
- Hauptabteilung VI - Controllo passaporti, sorveglianza dei turisti e catena di alberghi Interhotel gestita dallo Stato
- Hauptabteilung VII - Controspionaggio nel Ministero degli Interni e nella Volkspolizei
- Hauptabteilung VIII - Sorveglianza e pedinamento di cittadini sospetti
- Arbeitsgruppe XVII - Sorveglianza dei cittadini di Berlino Ovest in visita a Berlino Est
- Hauptabteilung XXII - Contro-terrorismo

Divisioni poste sotto il comando del sottosegretario, tenente Generale Wolfgang Schwanitz
- Sekretariat des Stellvertreters des Ministers GL Wolfgang Schwanitz - Ufficio del sottosegretario Wolfgang Schwanitz
- Hauptabteilung III - Spionaggio elettronico e contromisure
- Abteilung XI - Servizio di crittografia
- Abteilung 26 - Intercettazioni telefoniche
- Abteilung Nachrichten - Divisione messaggi radio
- Abteilung Bewaffnung/Chemischer Dienst - Divisione armamenti e chimica (difesa chimica, biologica e nucleare)
- Operativ- Technicher Sektor - Settore tecnico-operativo

### Dipartimenti Distrettuali e Aree Distrettuali
- Bezirkverwaltung für Staatssicherheit Berlin (Dipartimento Distrettuale per la Sicurezza di Stato di Berlino)
  - 11 Aree Distrettuali per la Sicurezza di Stato (Kreisdienststellen): KD Friedrichshain, KD Hellersdorf, KD Hohenschönhausen, KD Köpenick, KD Lichtenberg, KD Marzahn, KD Mitte, KD Pankow, KD Prenzlauer Berg, KD Treptow, KD Weissensee
- Bezirkverwaltung für Staatssicherheit Cottbus (Dipartimento Distrettuale per la Sicurezza di Stato di Cottbus)
  - 14 Aree Distrettuali
    - 1 Distretto Cittadino: KD Cottbus
    - 13 Distretti Rurali: KD Calau, KD Finsterwalde, KD Forst, KD Guben, KD Herzberg, KD Hoyerswerda, KD Jessen, KD Bad Liebenwerda, KD Luckau, KD Lübben, KD Senftenberg, KD Spremberg, KD Weißwasser
- Bezirkverwaltung für Staatssicherheit Dresden (Dipartimento Distrettuale per la Sicurezza di Stato di Dresda)
  - 16 Aree Distrettuali
    - 2 Distretti Cittadini: KD Dresden-Stadt, KD Görlitz
    - 14 Distretti Rurali: KD Dresden-Land, KD Bautzen, KD Bischofswerda, KD Dippoldiswalde, KD Freital, KD Großenheim, KD Kamenz, KD Löbau, KD Meißen, KD Niesky, KD Pirna, KD Riesa, KD Sebnitz, KD Zittau

  - Distretto localizzato: Objetktdienststelle Tecniche Universität/Hochschulen - Sorveglianza di professori universitari e studenti per tendenze al dissenso
- Bezirkverwaltung für Staatssicherheit Erfurt (Dipartimento Distrettuale per la Sicurezza di Stato di Erfurt)
  - 13 Aree Distrettuali
    - 2 Distretti Cittadini: KD Erfurt, KD Weimar
    - 11 Distretti Rurali: KD Apolda, KD Arnstadt, KD Eisenach, KD Gotha, KD Heiligenstadt, KD Langensalza, KD Mühlhausen, KD Nordhausen, KD Sömmerda, KD Sondershausen, KD Worbis
- Bezirkverwaltung für Staatssicherheit Frankfurt (Oder) (Dipartimento Distrettuale per la Sicurezza di Stato di Francoforte sull'Oder)
  - 11 Aree Distrettuali
    - 3 Distretti Cittadini: KD Frankfurt (Oder), KD Eisenhüttenstadt, KD Schwedt
    - 8 Distretti Rurali: KD Angermünde, KD Beeskow, KD Bernau, KD Eberswalde, KD Bad Freienwalde, KD Fürstenwalde, KD Seelow, KD Strausberg
- Bezirkverwaltung für Staatssicherheit Gera (Dipartimento Distrettuale per la Sicurezza di Stato di Gera)
  - 11 Aree Distrettuali
    - 2 Distretti Cittadini: KD Gera, KD Jena
    - 9 Distretti Rurali: KD Eisenberg, KD Greiz, KD Lobenstein, KD Pößneck, KD Rudolstadt, KD Saalfeld, KD Schleiz, KD Stadtroda, KD Zeulenroda
- Bezirkverwaltung für Staatssicherheit Halle (Saale) (Dipartimento Distrettuale per la Sicurezza di Stato di Halle (Saale))
  - 23 Aree Distrettuali
    - 3 Distretti Cittadini: KD Halle, KD Halle-Neustadt, KD Dessau
    - 20 Distretti Rurali: KD Artern, KD Aschersleben, KD Bernburg, KD Bitterfeld, KD Eisleben, KD Gräfenhainichen, KD Hettstedt, KD Hohenmölsen, KD Köthen, KD Merseburg, KD Naumburg, KD Nebra, KD Quedlinburg, KD Querfurt, KD Roßlau, KD Saalkreis, KD Sangerhausen, KD Weißenfels, KD Wittenberg, KD Zeitz
- Bezirkverwaltung für Staatssicherheit Karl-Marx-Stadt (Dipartimento Distrettuale per la Sicurezza di Stato di Karl-Marx-Stadt)
  - 22 Aree Distrettuali
    - 3 Distretti Cittadini: KD Karl-Marx-Stadt/Stadt, KD Plauen, KD Zwickau
    - 19 Distretti Rurali: KD Annaberg, KD Aue, KD Auerbach, KD Brand-Erbisdorf, KD Flöha, KD Freiberg, KD Glauchau, KD Hainichen, KD Hohenstein-Ernstthal, KD Karl-Marx-Stadt/Land, KD Klingenthal, KD Marienberg, KD Oelsnitz, KD Reichenbach, KD Rochlitz, KD Schwarzenberg, KD Stollberg, KD Werdau, KD Zschopau
- Bezirkverwaltung für Staatssicherheit Leipzig (Dipartimento Distrettuale per la Sicurezza di Stato di Lipsia)
  - 13 Aree Distrettuali
    - 1 Dipartimento Cittadino: KD Leipzig
    - 12 Dipartimenti Rurali: KD Leipzig-Land, KD Altenburg, KD Borna, KD Delitzsch, KD Döbeln, KD Eilenburg, KD Geithain, KD Grimma, KD Oschatz, KD Schmölln, KD Torgau, KD Wurzen
- Bezirkverwaltung für Staatssicherheit Magdeburg (Dipartimento Distrettuale per la Sicurezza di Stato di Magdeburgo)
  - 20 Aree Distrettuali
    - 1 Distretto Cittadino: KD Magdeburg
    - 19 Distretti Rurali: KD Burg, KD Gardelegen, KD Genthin, KD Halberstadt, KD Haldensleben, KD Havelberg, KD Kalbe Milde, KD Klötze, KD Oschersleben, KD Osterburg, KD Salzwedel, KD Schönebeck, KD Staßfurt, KD Stendal, KD Tangerhütte, KD Wanzleben, KD Wernigerode, KD Wolmirstedt, KD Zerbst
- Bezirkverwaltung für Staatssicherheit Neubrandenburg (Dipartimento Distrettuale per la Sicurezza di Stato di Neubrandenburg)
  - 14 Aree Distrettuali
    - 1 Distretto Cittadino: KD Neubrandenburg
    - 13 Distretti Rurali: KD Altentreptow, KD Anklam, KD Demmin, KD Malchin, KD Neustrelitz KD Pasewalk, KD Prenzlau, KD Röbel, KD Strasburg, KD Templin, KD Teterow, KD Ueckermünde, KD Waren
- Bezirkverwaltung für Staatssicherheit Potsdam (Dipartimento Distrettuale per la Sicurezza di Stato di Potsdam)
  - 15 Aree Distrettuali
    - 2 Distretti Cittadini: KD Potsdam, KD Brandenburg
    - 13 Distretti Rurali: KD Belzig, KD Gransee, KD Jüterbog, KD Königs Wusterhausen, KD Kyritz, KD Luckenwalde, KD Nauen, KD Neuruppin, KD Oranienburg, KD Pritzwalk, KD Rathenow, KD Wittstock, KD Zossen
- Bezirkverwaltung für Staatssicherheit Rostock (Dipartimento Distrettuale per la Sicurezza di Stato di Rostock)
  - 10 Aree Distrettuali
    - 4 Distretti Cittadini: KD Rostock, KD Greifswald, KD Stralsund, KD Wismar
    - 6 Distretti Rurali: KD Bützow, KD Gadebusch, KD Güstrow, KD Hagenow, KD Lübz, KD Ludwigslust, KD Parchim, KD Perleberg, KD Sternberg
- Bezirkverwaltung für Staatssicherheit Suhl (Dipartimento Distrettuale per la Sicurezza di Stato di Suhl)
  - 8 Aree Distrettuali
    - 1 Distretto Cittadino: KD Suhl
    - 7 Distretti Rurali: KD Bad Salzungen, KD Hildburghausen, KD Ilmenau, KD Meiningen, KD Neuhaus, KD Schmalkalden, KD Sonneberg

### Dipartimenti selezionati della Stasi
- Administration 12: responsabile per la sorveglianza di posta e comunicazioni telefoniche
- Administration 2000: responsabile per l'affidabilità dell'Armata Nazionale del Popolo. Operava tramite un network segreto e non ufficiale di informatori interni all'NVA. Administration 2000 era il nome della divisione all'interno dei documenti dell'NVA. Il nome all'interno della Stasi era Hauptabteilung I.
- Amministrazione per la sicurezza dell'industria pesante e la sua ricerca e Amministrazione principale per la sicurezza dell'economia: protezione controspionaggio e sabotaggio
- Divisione analisi rifiuti: analizzava i rifiuti alla ricerca di cibi o materiali provenienti dall'occidente
- Wachregiment Feliks E.Dzierzinski: forza armata a disposizione del ministro, che prende il nome dal fondatore della Čeka, la polizia segreta bolscevica. I membri di questo reggimento che servivano per almeno tre anni, erano responsabili per la protezione del governo e degli edifici del partito e il suo personale. Il reggimento era composto da sei battaglioni motorizzati, un battaglione di artiglieria e un battaglione di addestramento. L'equipaggiamento comprendeva inoltre veicoli blindati PSZH-IV, mortai da 120mm, anticarro da 85mm e 100mm, armi antiaeree ZU-23 e elicotteri. Una fonte svizzera riportò, nel 1986, che il Ministro della Sicurezza dello Stato disponeva anche di un commando simile ai Specnaz sovietici.
- Wach- und Sicherungseinheit (Unità di guardia e sicurezza): ognuno dei 15 dipartimenti distrettuali aveva il proprio corpo di guardia e sicurezza. Le unità variavano tra i 200 e i 400 uomini. Avevano quattro ruoli: la sicurezza del quartier principale della Stasi nel distretto, addestramento al combattimento del personale del distretto, primo incarico per i nuovi membri della Stasi e, il più importante, lavoro di unità di pronta reazione.
- HVA: focalizzata principalmente sulla Germania Ovest e sulla NATO. Operavano anche i servizi segreti della DDR all'estero.
- Amministrazione principale per la lotta contro persone sospette: sorveglianza degli stranieri, soprattutto dell'ovest, che viaggiavano o risiedevano legalmente all'interno del paese. Includeva personale diplomatico, turisti e ospiti speciali.
- Coordinamento principale del Ministro della Sicurezza di Stato: coordinava il suo lavoro con i servizi segreti sovietici
- Dipartimento principale per la sicurezza delle comunicazioni e protezione del personale: assicurava protezione personale ai leader nazionali e operava e manteneva un sistema interno e sicuro di comunicazioni per il governo.
- Sistema Penale: sistema penale interno alla Stasi, che prevedeva campi di prigionia per crimini politici.

## Operazioni

### Reclutamento

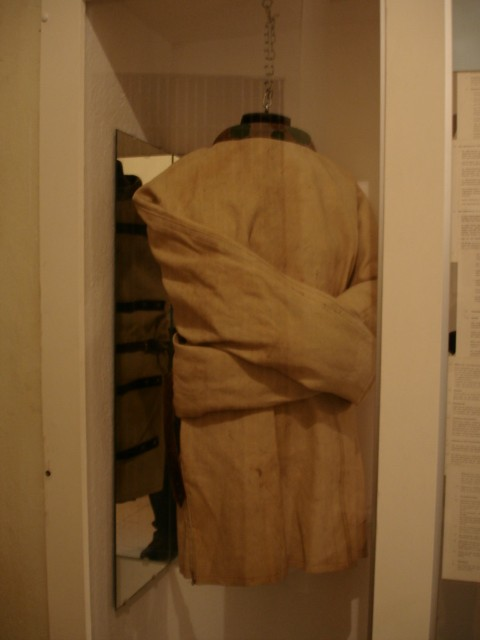
Camicia di forza utilizzata per alcuni detenuti

Uno degli aspetti più importanti dell'Mfs era il reclutamento di nuovi membri. Oltre a basarsi su criteri quali capacità intellettuali, competenze tecniche e prestanza fisica, l'aspetto della affidabilità e dell'ideologia politica giocava un ruolo centrale. Non di rado si sceglievano per questo motivo figli di membri ed ex membri della Stasi, basandosi sul fatto che con buona probabilità questi fossero stati indottrinati politicamente in modo affidabile e che il contesto familiare li avesse influenzati in modo positivo. Un ruolo di primo piano aveva quindi l'educazione di stampo socialista.
I potenziali nuovi membri dell'Mfs venivano quindi sottoposti a loro insaputa per un periodo di due anni a continui controlli e in questo periodo veniva preparato un dossier al riguardo della loro vita privata. Non di rado succedeva che per ottenere ulteriori informazioni sia al riguardo del possibile candidato stesso che della famiglia, si interrogassero gli insegnanti che erano stati responsabili dell'educazione del candidato durante il periodo scolastico. Nella fase finale poi, prima di invitare il soggetto prescelto per un colloquio ufficiale, che rimaneva strettamente confidenziale, si interrogavano vicini e conoscenti per avere ulteriori informazioni. Se entro questo periodo di due anni durante il quale si era osservata l'attività dell'individuo prescelto non si erano riscontrati comportamenti sovversivi, si procedeva a contattarlo invitandolo ad un colloquio presso una delle tante sedi di circondariato dislocate su tutto il territorio della DDR.
Se il colloquio dava esito positivo al candidato veniva offerto un posto di lavoro presso l'Mfs. Se pure ufficialmente potesse scegliere liberamente se accettare o rifiutare il posto offerto, per chi accettava si offrivano vantaggi economici e sociali non indifferenti, mentre chi rifiutava rischiava di subire nella vita lavorativa ripercussioni di tipo materiale, ricevendo posti di lavoro con salari più bassi e riscontrando maggiore difficoltà nel ricevere assegnata una abitazione.

### Infiltrazione
Gli ufficiali a tempo pieno venivano stanziati nei maggiori impianti industriali e un inquilino in ogni condominio era designato come sorvegliante che riportava poi tutto al rappresentante dell'area per la Volkspolizei. Le spie segnalavano ogni parente o amico che pernottavano nell'appartamento di una persona. Venivano poi praticati piccoli fori nei muri di appartamenti e camere d'hotel, dai quali gli agenti della Stasi filmavano i cittadini con speciali videocamere. Scuole, università e ospedali godevano di un grande numero di infiltrati, così come le organizzazioni come club dei computer, dove i giovani si ritrovavano per giocare a videogame provenienti dall'ovest.
La Stasi aveva addirittura delle linee guida per gli informatori su come "estrarre" informazioni e controllare le persone con le quali venivano in contatto. Gli informatori spaziavano da quelli già coinvolti in qualche maniera con la sicurezza di Stato (come polizia ed esercito) a quelli presenti per esempio in movimenti dissidenti (come nelle arti e nella Chiesa protestante). Le informazioni raccolte, talvolta, venivano usate per dividere e screditare i membri di questi movimenti. Gli informatori venivano fatti sentire importanti, e venivano dati loro incentivi materiali e sociali, oltre ad essere attratti da un senso di avventura. Solo il 7,7% di loro veniva, secondo i dati, "costretto" a fare l'informatore. Una parte importante di informatori erano membri del SED, il Partito Socialista Unito di Germania, il principale partito della Germania Est. L'utilizzo di forme di ricatto non era inusuale. Un grande numero di informatori era composto da conducenti di tram, bidelli, dottori, infermieri e insegnanti. Mielke credeva che i migliori informatori fossero quelli il quale lavoro implicava il contatto con un grande numero di persone.
Le schiere della Stasi si ingrandirono ulteriormente dopo che i paesi del blocco sovietico firmarono gli accordi di Helsinki nel 1975, che erano visti, dal leader del paese Erich Honecker, come una minaccia per il suo regime, visto che essi implicavano il rispetto dei "diritti umani, inclusi la libertà di pensiero, coscienza e religione". Il numero di informatori tocco i 180.000, un grande aumento dai 20-30.000 dei primi anni '50. La Stasi operava anche come ramo del KGB per condurre operazioni in altri paesi del blocco sovietico, ad esempio la Polonia, dove i sovietici erano disprezzati.
La Stasi si infiltrava in ogni aspetto della vita della DDR, e dati i grandi numeri di informatori e agenti, il cacciatore di nazisti Simon Wiesenthal si è spinto a dichiarare che essa fosse addirittura più oppressiva della Gestapo. In alcuni casi si arriva addirittura a spiare i propri partner. Un esempio è quello di Vera Lengsfeld, grande attivista per la pace, sposata con un informatore della Stasi, Knud Wollenberger.

### Zersetzung(Decomposizione)
La Stasi perfezionò inoltre la tecnica delle molestie psicologiche di nemici percepiti come tali dal regime, conosciuta con il nome di Zersetzung, che significa letteralmente decomposizione.
A inizio anni '70, la Stasi era arrivata alla conclusione che i metodi di persecuzione esplicita usati fino a quel momento, come arresti e torture, fossero troppo crudi e palesi. Tale forma di oppressione veniva sempre più condannata a livello internazionale. La Stasi si rese conto che le molestie psicologiche erano molto meno riconoscibili per ciò che erano veramente, con il risultato che le vittime erano molto meno propense alla resistenza. Inoltre, si potevano evitare condanne internazionali. La Zersetzung venne progettata in modo da deviare e "reprimere" i nemici del regime, cosicché perdessero la voglia di continuare nelle loro attività considerate "inappropriate". Chiunque venisse visto a mostrare comportamenti inappropriati in ambito politico, culturale e religioso veniva marchiato come forza "ostile-negativa" e bersagliata con metodi di Zersetzung. Per questa ragione membri di chiese, scrittori, artisti e membri di sub-culture giovanili erano spesso le vittime principali di queste operazioni di "decomposizione". Tali metodi venivano poi modificati in base all'obiettivo da colpire.
Le tattiche utilizzate per la Zersetzung, di solito, si componevano di disturbo della vita privata e familiare della vittima. Spesso erano inclusi attacchi psicologici, come irruzioni nelle abitazioni modificandone l'aspetto, creando una sorta di gaslighting, ovvero facendo arrivare la vittima a dubitare della realtà. Ciò consisteva in muovere i mobili, modificare gli orari delle sveglie, rimuovere quadri dai muri, modificare il gusto delle bustine del tè, ecc. Altre operazioni di Zersetzung comprendevano danneggiare l'abitazione, sabotare le auto, divieti di viaggio, sabotare le carriere lavorative, trattamenti medici volutamente non corretti, campagne diffamatorie che potevano includere l'invio di materiale compromettente falsificato alla famiglia della vittima, denunce, provocazioni, guerra psicologica, sovversione psicologica, intercettazioni, chiamate telefoniche misteriose e consegne non necessarie, arrivando anche a inviare vibratori alla moglie della vittima. Le conseguenze potevano portare al licenziamento della vittima a causa della negativa condizione psicologica nella quale versava. Solitamente le vittime non avevano idea che ci fosse la Stasi dietro a tutto questo. Alcuni pensavano di aver perso la testa, arrivando all'esaurimento nervoso e al suicidio.
...la Stasi spesso utilizzava un metodo che era veramente diabolico. Veniva chiamato Zersetzung [...]. La parola è difficile da tradurre perché significa letteralmente "bio-decomposizione". Ma è un'accurata descrizione. L'obiettivo era quello di distruggere in segreto l'autostima delle persone, danneggiando per esempio la loro reputazione, organizzando fallimenti nel loro lavoro e distruggendo le loro relazioni personali. Considerato tutto ciò, la Germania Est era veramente un regime dittatoriale moderno. La Stasi non tentava di arrestare ogni dissidente, ma preferiva paralizzarlo. E lo poteva fare perché aveva accesso a molte informazioni personali e a molte istituzioni. (Hubertus Knabe, storico tedesco)

## Operazioni internazionali
Dopo la riunificazione della Germania, molte delle attività internazionali portate avanti dalla Stasi vennero pubblicate e rivelate, come ad esempio l'addestramento militare in Germania Ovest della Rote Armee Fraktion.

### Esempi di operazioni internazionali della Stasi
- Esperti della Stasi diedero aiuto nell'addestramento della polizia segreta di Mengistu Haile Mariam in Etiopia.
- Il regime di Fidel Castro a Cuba fu particolarmente interessato nel ricevere addestramento dalla Stasi. Gli istruttori della Stasi lavorarono a Cuba ed i comunisti cubani ricevettero addestramento dalla Germania Est. Uno dei leader della Stasi, Markus Wolf, descrisse come aveva modellato il sistema cubano basandosi su quello della Germania Est.
- Ufficiali della Stasi aiutarono nell'addestramento iniziale e nell'indottrinamento delle organizzazioni della sicurezza di Stato egiziana sotto il regime di Gamal Abd-el Nasser a partire dal 1957. Le operazioni cessarono a partire dal 1976 grazie a Anwar Sadat.
- Gli esperti della Stasi diedero il loro contributo per la creazione delle forze di polizia segrete nelle Repubbliche Popolari di Angola, Mozambico ed Yemen (Yemen del Sud).
- La Stasi organizzò e addestrò intensamente i servizi di intelligence siriani sotto il regime di Hafiz al-Assad e del Partito Ba'th a partire dal 1966 e specialmente a partire dal 1973.
- La Stasi aiutò nella creazione della polizia segreta di Idi Amin.
- La Stasi aiutò il presidente del Ghana, Kwame Nrkumah, a organizzare la propria polizia segreta. Quando Nkrumah venne deposto dal colpo di Stato militare, venne arrestato anche il maggiore della Stasi Jürgen Rogalla.
- Agenti della Stasi venivano mandati ad ovest come agenti "dormienti" sotto copertura. L'agente Günter Guillaume divenne stretto consigliere di Willy Brandt, il cancelliere tedesco dell'ovest, del quale ne riportava vita politica e privata.
- La Stasi gestiva almeno un bordello. Gli agenti venivano usati contro uomini e donne che lavoravano nei governi dell'occidente.
- Martin Schlaff, miliardario austriaco, secondo investigazioni del Parlamento Tedesco, operava nella Stasi con il nome in codice "Landgraf" e numero di registrazione 3886-86. Faceva soldi fornendo beni sottoposti ad embargo alla Germania Est.
- Si pensa che, secondo documenti della Stasi, il businessman greco Sokratis Kokkalis, fosse un agente della Stasi, i quali compiti includevano consegnare segreti di tecnologie occidentali e corrompere ufficiali greci affinché essi comprassero equipaggiamento telefonico datato dalla Germania Est.
- La Rote Armee Fraktion riceveva dalla Stasi finanziamenti e supporto logistico, nonché copertura e false identità.
- La Stasi ordinò operazioni nelle quali cimiteri ebrei e altri siti in ricordo delle vittime dell'Olocausto nella Germania Ovest furono imbrattati con svastiche e altri simboli nazisti. Dei fondi vennero destinati a un piccolo gruppo della Germania Ovest che operava in difesa di Adolf Eichmann.
- La Stasi allocava grandi quantità di denaro a gruppi neo-nazisti occidentali. con l'intendo di screditare l'Ovest.
- La Stasi permise a Odfried Hepp, neo-nazista ricercato in Germania Ovest, di nascondersi in Germania Est, e poi gli procurò una falsa identità affinché si potesse stabilire in Medioriente.
- La Stasi lavorò ad una campagna propagandistica contro lo Stato di Israele.
- Omicidio di Benno Ohnesorg: un informatore della Stasi nella polizia di Berlino Ovest, Karl-Heinz Kurras, uccise mortalmente un manifestante, che fomentava un movimento dedito al radicalismo marxista, alla protesta e al terrorismo. L'Economist descrisse l'accaduto come "Lo sparo che diede la svolta a una generazione". I documenti della Stasi che sono rimasti non contengono evidenze che Kurras stesse agendo sotto ordine della Stasi al momento dello sparo contro Ohnesorg.
- Operation Infektion: la Stasi aiutò il KGB a diffondere notizie false sul virus dell'HIV/AIDS, facendo credere che fossero stati gli Stati Uniti a diffonderlo. Ancora oggi milioni di persone continuano a credere a questa teoria
- Disastro chimico di Sandoz: il KGB ordinò alla Stasi di sabotare la fabbrica chimica di Sandoz, in Svizzera, per distrarre l'attenzione dal disastro di Chernobyl, accaduto sei mesi prima in Ucraina.
- Investigatori hanno trovato evidenze di una squadra della morte che attuò alcuni omicidi (compreso quello del giornalista svedese Cats Falck) su ordine del governo della Germania Est dal 1976 al 1987.
- La Stasi tentò di assassinare Wolfgang Welsch, un famoso critico del regime. Il collaboratore della Stasi Peter Haack (nome in codice "Alfons") si fece amico Welsch e gli diede poi da mangiare hamburger contenenti tallio come veleno. Ci vollero settimane affinché i dottori scoprissero l'improvvisa perdita di capelli di Welsch.
- Documenti della Stasi contenuti negli archivi di Stato fecero venire a galla che il KGB aveva ordinato ad agenti bulgari di assassinare Papa Giovanni Paolo II, famoso per le critiche sui diritti umani al blocco comunista. Alla Stasi venne chiesto aiuto per occultare le tracce.
- Nel 1972, la Stasi pianificò di assistere il Ministro della Pubblica Sicurezza del Vietnam del Nord nel migliorare i servizi segreti durante la guerra del Vietnam.
- Nel 1975 la Stasi registrò una conversazione tra i politici tedeschi dell'Ovest Helmut Kohl e Kurt Biedenkopf. Fu poi fatta pervenire al magazine Stern come una trascrizione proveniente dall'intelligence americana.[senza fonte]

## Caduta del Muro di Berlino e dissoluzione dell'Unione Sovietica
Il reclutamento di informatori divenne particolarmente difficile verso la fine del regime della DDR e, dopo il 1986, il tasso di reclutamento invertì la propria tendenza. Ciò colpì l'abilità della Stasi di sopravvivere, dato anche il periodo di crescente malcontento e conoscenza delle attività dell'agenzia. Durante questo periodo alla Stasi venne ordinato di prevenire che le difficoltà economiche del paese diventassero un problema politico, ma fallì nell'obiettivo.
Gli ufficiali della Stasi avevano discusso la trasformazione della Germania Est in un paese democratico e capitalista, pianificando anche di prendere il sopravvento sulla Germania Ovest. Il piano prevedeva che 2.587 ufficiali OibE (Offiziere im besonderem Einsatz, ufficiali in missione speciale) prendessero potere come spiegato nel documento top secret 0008-6/86 del 17 marzo 1986. Secondo Ion Mihai Pacepa, ex generale romeno che ha fatto parte dei servizi segreti della Romania comunista, anche altri servizi segreti comunisti avevano piani simili. Il 12 marzo 1990 il Der Spiegel riportò che la Stasi stava certamente tentando di attuare il piano 0008-6/86. Pacepa fece inoltre notare quello che successe in Russia e di come l'avvento al potere dell'ex colonnello del KGB Vladimir Putin sia simile a questi piani.
Il 18 ottobre 1989 si dimise Erich Honecker, sostituito da Egon Krenz. Il 7 novembre 1989, in risposta alla situazione politica in continuo cambiamento e della situazione sociale della DDR nel tardo 1989, Erich Mielke si dimise come direttore della Stasi. Il 9 novembre 1989 viene convocata una conferenza stampa durante la quale, per un errore, il ministro della propaganda della DDR, Günter Schabowski dichiarò che tutti avrebbero avuto la possibilità di attraversare i confini di Berlino Est senza permesso, dando il via alla Caduta del Muro di Berlino e ponendo di fatto fine al regime della Germania Est, e in retrospettiva, dell'Unione Sovietica. Il 17 novembre 1989, il Consiglio dei Ministri (Ministerrat der DDR) rinominò la Stasi in "Ufficio per la Sicurezza Nazionale" (Amt für Nationale Sicherheit - AfNS), guidato dal Tenente Generale Wolfgang Schwanitz. L'8 dicembre 1989 il primo ministro della DDR Hans Modrow dichiarò la dissoluzione dell'AfNS, confermata dalla decisione del Ministerrat il 14 dicembre 1989.
Come parte di questa decisione, il Ministerrat originariamente tentò di dividere l'AfNS in due organizzazioni separate: un servizio d'informazioni estere (Nachrichtendienst der DDR) e un "Ufficio per la protezione della Costituzione della DDR" (Verfassungsschutz der DDR), seguendo la linea del Bundesamt für Verfassungsschutz della Germania Ovest. La reazione dell'opinione pubblica, però, fu estremamente negativa, e costrinse il governo a far decadere i piani. Il 13 gennaio 1990 venne dichiarata la dissoluzione immediata della AfNS. Alcune delle funzioni vennero trasferite al Ministero degli Affari Interni.
Quando il Parlamento Tedesco investigò sulla sparizione di fondi pubblici dopo la caduta del muro, trovò che una grande parte di essi venne trasferita a Martin Schlaff tramite conti a Vaduz, in Liechtenstein, in cambio di beni provenienti dall'ovest sottoposti ad embargo.
Molti degli ufficiali di alto rango della Stasi continuarono la loro carriera all'interno dell'amministrazione delle compagnie industriali di Schlaff. Nel 1990, ad esempio, Herbert Kohler, comandante della Stasi a Dresda, trasferì 170 milioni di marchi a Schlaff per "hard-disk" e mesi dopo cominciò a lavorare per lui. Le investigazioni conclusero che le finanze di Schlaff giocarono un ruolo cruciale nell'assicurare un futuro ai membri della Stasi e per permettere di continuare con il lavoro di intelligence.

## Recupero dei file della Stasi
Durante la cosiddetta Rivoluzione Pacifica (Die Wende, o Friedliche Revolution) del 1989, gli uffici e le prigioni della Stasi vennero occupati dai cittadini, non prima che essa potesse distruggere circa il 5% dei documenti contenuti negli uffici, circa 1 miliardo di fogli di carta.

### L'occupazione del quartier generale della Stasi
Dopo la caduta della DDR, la Stasi venne sciolta. Gli impiegati della Stasi cominciarono a distruggere molti file e documenti estensivi, a mano oppure bruciandoli o distruggendoli con tritacarta. Quando si venne a sapere che si stavano distruggendo documenti, cominciarono proteste davanti al quartier generale della Stasi. La sera del 15 gennaio 1990 una grande folla si riunì fuori dai cancelli dell'edificio per manifestare contro la distruzione di file sensibili. L'edificio conteneva una vasta raccolta di documenti personali, molti dei quali avrebbero evidenziato i crimini commessi dalla Stasi e dai suoi agenti. I manifestanti continuarono a crescere nel numero fino a quando non riuscirono a sopraffare la polizia, riuscendo così ad entrare nel complesso. Una volta dentro, i target dei manifestanti furono principalmente i ritratti di Erich Honecker e Erich Mielke, che furono calpestati o bruciati. Alcuni degli impiegati della Stasi vennero buttati giù dalle finestre, fortunatamente senza che vi sia stato alcun morto o ferito grave. Tra i protestanti vi furono inoltre degli ex collaboratori Stasi che tentarono di distruggere documenti compromettenti.

### Dibattito sui file della Stasi
Con la riunificazione della Germania del 3 ottobre 1990, venne creata una nuova agenzia governativa, chiamata "Commissione Federale per i documenti del Servizio di Sicurezza di Stato dell'Ex Repubblica Democratica Tedesca" (Der Bundesbeauftrage für die Unterlagen des Staatssicherheitsdienstes der ehemaligen Deutschen Demokratischen Republik), abbreviata in BStU. Ci fu un dibattito su quello che si sarebbe dovuto fare con i documenti, se bisognasse aprirli al pubblico o tenerli secretati.
Coloro contro l'apertura dei documenti menzionavano la privacy come ragione per tenerli secretati. Si pensava che le informazioni contenute nei file avrebbero potuto causare sentimenti negativi nei confronti degli ex membri della Stasi e causare episodi di violenze. Secondo il pastore Reiner Eppelmann, che diventò Ministro della Difesa e del Disarmamento nel marzo 1990, le nuove libertà politiche per gli ex membri della Stasi avrebbero potuto essere compromesse da atti di vendetta. Il Primo Ministro della DDR Lothar de Maizière arrivò a predire omicidi. Si discusse anche contro l'uso dei file per catturare ex membri della Stasi e portarli a processo, sostenendo che non tutti gli ex membri erano criminali, e che non avrebbero dovuto subire un processo solo perché ex agenti della Stasi. Ci fu anche chi sostenne che tutti erano colpevoli di qualcosa. Il Ministro degli Interni dell'Est, Peter-Michael Diestel, si dichiarò a favore riguardo all'uso dei file per determinare eventuali colpevoli, sostenendo che "C'erano solamente due tipi di persone veramente innocenti all'interno del sistema: i neonati e gli alcolizzati". Altri, come il Ministro degli Interni della Germania Ovest, Wolfgang Schäuble, credeva nel lasciarsi alle spalle la Stasi e lavorare per la riunificazione tedesca.
Quelli dall'altro lato del dibattito, sostenevano che tutti dovevano avere la possibilità di visionare i propri file, e che gli stessi avrebbero dovuto essere aperti per investigare gli ex membri della Stasi e processarli, così come per evitare che avessero ruoli nella pubblica amministrazione. L'apertura dei documenti avrebbe, secondo quelli a favore, fatto luce sulle voci che circolavano a quel tempo. Alcuni credevano che i politici dell'Est coinvolti nella Stasi avrebbero dovuto essere investigati.
Il 29 dicembre 1991 venne approvata dal Bundestag la Stasi-Unterlagen-Gesetz anche detta legge StUG, che permise l'apertura di tutti i dossier in mano all'Mfs. I singoli cittadini poterono quindi per la prima volta nella storia della DDR accedere a dossier che l'Mfs aveva stilato al riguardo della loro vita privata. Seppure le autorità federali tedesche si fossero sforzate di mettere al sicuro molti dei dati e dei dossier che erano stati preparati dall'Mfs, molti di questi andarono irrimediabilmente persi nel caos che seguì i giorni immediatamente successivi alla caduta del muro, quando cittadini infuriati della Germania dell'est assaltarono le singole sedi dell'Mfs, distruggendo ogni singola cosa che trovavano. Timothy Garton Ash, uno storico inglese, dopo aver visionato il suo file personale scrisse il libro The File: A Personal History.
Tra il 1991 e il 2011 circa 2,75 milioni di persone, molte delle quali ex cittadini dell'Est, hanno richiesto di visionare i propri file. Inoltre, essi hanno potuto anche fare delle copie. Anche i media hanno avuto la possibilità di visionare file, ma solo nel caso in cui non fossero file su persone e non contenessero informazioni personali.

### Ex membri Stasi rintracciati con i file recuperati
Alcuni gruppi di ex membri Stasi arrivarono a minacciare con la violenza i "cacciatori della Stasi", gruppi che cercavano di rintracciare ex membri per portarli a processo. Nonostante fossero stati rintracciati molti membri, non poterono essere portati a processo, visto che non esisteva evidenza dei loro crimini. Tra gli arrestati figurarono anche Erich Mielke e Erich Honecker. Il primo venne condannato a sei anni di prigione per l'omicidio di due poliziotti nel 1931, mentre il secondo venne processato per aver autorizzato l'uccisione delle persone che tentavano di oltrepassare il Muro di Berlino. Durante il processo, Honecker dovette sottoporsi alle cure per il cancro. Negli ultimi anni di vita, gli fu concesso di vivere in libertà. Morì in Cile nel maggio 1994.

### Recupero dei file
Recuperare alcuni dei file distrutti fu relativamente facile, dal momento che molti di essi erano stati "distrutti" semplicemente strappandoli in due con le mani, rendendo il recupero abbastanza semplice. Nel 1995 il BStU comincio a riassemblare i file. 13 anni più tardi, le tre dozzine di archivisti incaricati, avevano soltanto recuperato 387 "borse" di documenti. Con le nuove tecnologie, si sta provando a recuperare le restanti 16.000 (circa 45 milioni di pagine). Si prevede che il costo per farlo si aggiri sui 30 milioni di euro.
La CIA è entrata in possesso di alcuni dei file della Stasi durante la confusione creatasi con l'occupazione del quartier generale. La Germania ha chiesto la restituzione nell'aprile del 2000.

## Ex ufficiali della Stasi dopo la riunificazione
L'ex agente della Stasi Matthias Warnig (nome in codice "Arthur") è attualmente CEO della Nord Stream.
Le investigazioni tedesche hanno rivelato che alcuni manager chiave della Gazprom Germania sono ex agenti della Stasi.
Gli ex ufficiali della Stasi continuano ad essere politicamente attivi nella Gesellschaft zur Rechtlichen und Humanitären Unterstützung e. V. ("Società per il Supporto Legale e Umanitario") (GRH). Ex Dirigenti e Ufficiali Stasi, incluso l'ultimo direttore della Stasi, Wolfgang Schwanitz, formano la maggioranza dei membri dell'organizzazione e ricevevano il supporto dal Partito Comunista Tedesco, tra gli altri.

## Agenti Stasi divenuti famosi
- Christel Boom, moglie di Günter Guillaume, ex agente Stasi sotto copertura che diventò consigliere stretto di Willy Brandt
- Gabriele Gast, ex agente sotto copertura che lavorò nell'intelligence della Germania Ovest passando informazioni alla controparte orientale
- Günter Guillaume
- Karl-Heinz Kurras, ex agente Stasi colpevole dell'omicidio di Benno Ohnesorg
- Lilli Pöttrich, ex membro dell'HVA
- Rainer Rupp, ex membro dell'HVA sotto copertura nel quartier generale della NATO a Bruxelles, dal quale passava file segreti al blocco sovietico
- Hans Sommer, ex ufficiale delle SS divenuto poi agente della Stasi
- Werner Teske, ex capitano del Ministero della sicurezza della DDR e agente con molta esperienza nello spionaggio economico.

## Presunti informatori della Stasi
- Vic Allen, professore dell'Università di Leeds
- Helmut Aris, co-fondatore dell'Associazione delle Comunità Ebraiche della DDR
- Horst Bartel, storico marxista-leninista
- Almuth Beck, politico del SED
- Jutta Braband, attivista per i diritti civili e membro del Partito Socialdemocratico di Germania
- Siegfried Brietzke, vincitore di tre medaglie d'oro alle Olimpiadi
- Harald Czudaj, bobbista
- Richard Clemens, consigliere di Neil Kinnock, politico britannico
- 18 dei 72 giocatori che hanno giocato almeno un match per la squadra di calcio Dinamo Dresda tra il 1972 e il 1989. Erano inclusi anche giocatori come Ulf Kirsten, noto con il nome in codice "Knut Krüger".
- Gwyneth Edwards
- Horst Faas, giornalista e fotografo tedesco
- Uta Felgner, albergatrice
- Eduard Geyer, ex allenatore della Dinamo Dresda.
- Horst Giese, attore
- Paul Gratzik, scrittore comunista
- Gerhart Hass, storico marxista
- Brigitte Heinrich, politica appartenente al partito Alleanza 90/Verdi.
- Anetta Kahane, giornalista, attivista e fondatrice della Fondazione Amadeu Antonio
- Heinz Kahlau, scrittore socialista
- Heinz Kamnitzer, accademico marxista-leninista
- Sokratis Kokkalis, uomo d'affari greco
- Karl-Heinz Kurras, poliziotto ed esecutore dell'omicidio di Benno Ohnesorg
- Christa Luft, politica di sinistra
- Lothar de Maizière, ultimo Primo Ministro della DDR
- Thomas Nord, politico del partito Die Linke
- Helga Maria Novak, scrittrice
- Robin Pearson, professore all'Università di Hull
- Aleksander Radler, teologico luterano
- John Roper, Barone Roper di Thorney Island
- Bernd Runge, CEO della casa d'aste Phillips de Pury & Company
- Martin Schlaff, uomo d'affari miliardario
- Holm Singer
- Ingo Steuer, pattinatore e ora allenatore
- Barbara Thalheim, cantautrice
- Christa Wolf, scrittrice socialista

## Musei della Stasi
Ci sono molti musei della Stasi in Germania, principalmente negli ex quartieri generali dei distretti.

### Berlino
- Museo nel vecchio quartier generale

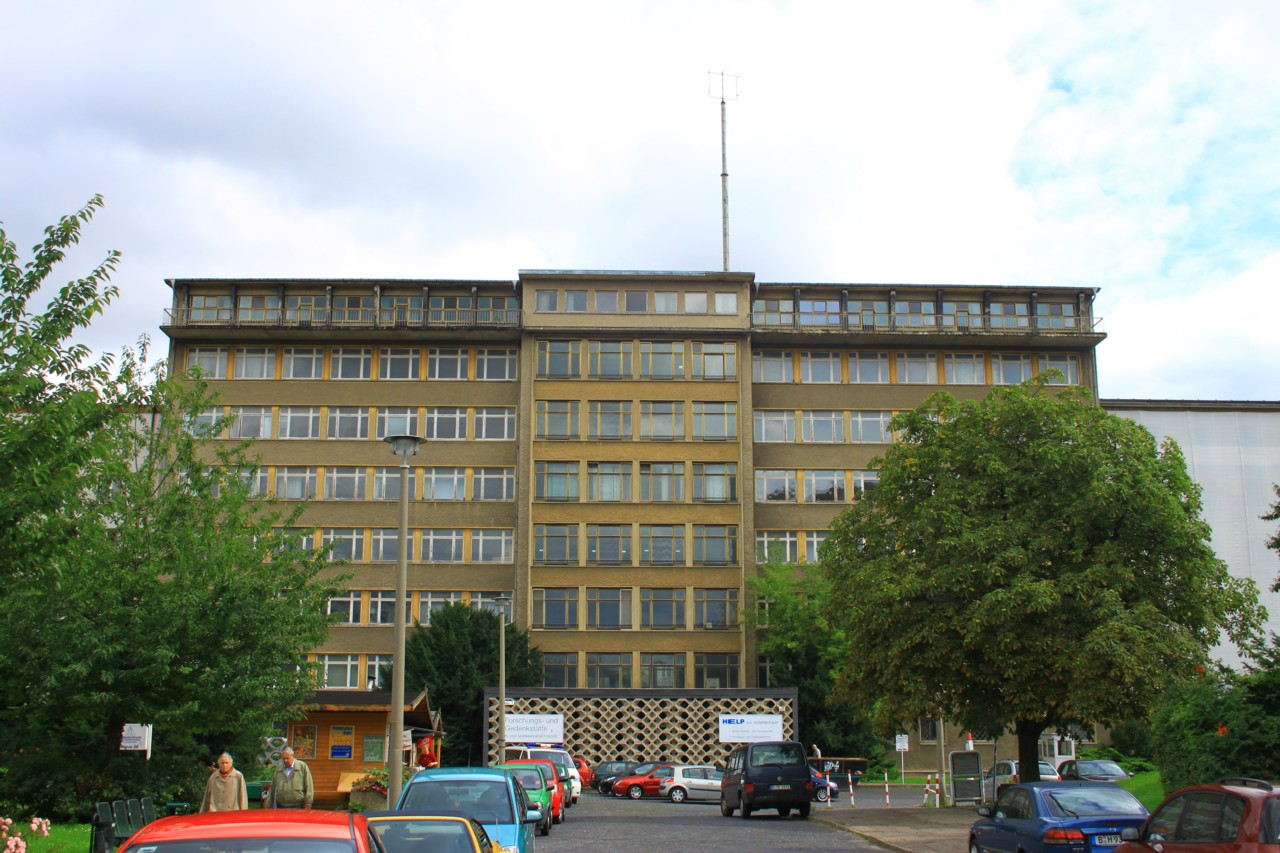
Sede dell'attuale Stasimuseum

L'Azione Anti-Stalinista di Normannenstraße (ASTAK), un'associazione fondata da un comitato di ex cittadini della DDR, ha trasformato il quartier generale del MfS in un museo. Lo Stasimuseum è situato a ridosso della fermata di Magdalenstrasse della Linea U5 con 3 piani dedicati allo Stasimuseum, i cui ambienti e mobili degli anni sessanta sono stati mantenuti intatti, compreso l'ufficio personale di Erich Mielke. Tra le maggiori attrazioni ci sono gli oggetti tecnologici usati dalla Stasi: registratori, telecamere nascoste, e gli strumenti necessari per lo spionaggio dei dissidenti e dei cittadini sospetti.
- Memoriale di Berlino-Hohenschönhausen: memoriale sulla repressione durante l'occupazione sovietica e il regime della DDR sito in un'ex prigione.

### Erfurt
- Memoriale e centro di educazione Andreasstraße: sito in un'ex prigione Stasi. Dal 1952 al 1989, più di 5.000 prigionieri politici furono imprigionati e interrogati nella prigione di Andreasstraße, una delle 17 della Stasi.

### Dresda
- Gedenkstätte Bautzner Straße Dresden: memoriale sito sulla Bautzner Straße di Dresda. Anche questo memoriale si trova in un'ex prigione della Stasi, dove tra le 12.000 e le 15.000 persone vennero interrogate durante il regime. Fu anche il quartier generale del distretto di Dresda.

### Francoforte sull'Oder
- Centro di ricordo e documentazione per le "Vittime della tirannia politica": museo e memoriale sito al numero 10 della Collegienstraße di Francoforte sull'Oder. Questo edificio venne dapprima utilizzato dalla Gestapo nazista, poi dagli occupanti sovietici e infine dalla Stasi. Erano gli uffici principali della Stasi nel distretto e fu anche luogo di alcune decapitazioni tra il 1950 e il 1952.

### Gera
- Gedenkstätte Amthordurchgang: memoriale e "centro di incontro" a Gera, in un'ex prigione aperta originariamente nel 1874 e utilizzata anche dalla Gestapo dal 1933 al 1945, dai sovietici tra il 1945 e il 1949, e dalla Stasi dal 1952 al 1989, nonché quartier generale del distretto. Circa 2.800 vennero imprigionate durante il regime della DDR. Aprì inizialmente con il nome "Die Gedenk- und Begegnungsstätte im Torhaus der politischen Haftanstalt von 1933 bis 1945 und 1945 bis 1989" nel novembre 2005.

### Halle (Saale)
- Il Roter Ochse è un museo e memoriale sito al numero 20 di Am Kirchtor, a Halle. Parte della prigione, costruita nel 1842, venne utilizzata dalla Stasi dal 1950 al 1989, periodo durante il quale transitarono circa 9.000 persone. Il nome "Roter Ochse" è il nome informale della prigione, che deriva dal colore dei muri dell'edificio. Opera ancora come prigione per minori

### Lipsia
- Gedenkstätte Museum in der "Runden Ecke": ex quartier generale Stasi a Lipsia, sito sul Dittrichring. È ora un museo focalizzato sulla storia e sulle attività dell'agenzia. L'edificio contiene anche circa 10 km di file del distretto di Lipsia della Stasi.
- Lübschützer Teiche Stasi Bunker: museo sito in un bunker Stasi a Machern, un villaggio a circa 30 km da Lipsia e gestito dall'amministrazione del Runden Ecke di Lipsia. Il bunker fu costruito tra il 1968 e il 1972 come riparo per il personale Stasi di Lipsia in caso di attacco nucleare. Poteva ospitare 120 persone. Era camuffato come albergo di lusso e venne scoperto solo nel dicembre 1989.
- Sito di esecuzione della DDR: situato sull'Alfred-Kästner-Straße a sud di Lipsia, il sito di esecuzione era principale per quanto riguardava le pene di morte, eseguite tra il 1960 e il 1981. Anch'esso è gestito dal management del Runden Ecke.

### Magdeburgo
- Gedenkstätte Moritzplatz Magdeburg: il Memorial è situato sulla Moritzplatz, a Magdeburgo. È un'ex prigione costruita tra il 1873 e il 1876, utilizzata dai sovietici dal 1945 al 1949 e poi dalla Stasi tra il 1958 e il 1989 per prigionieri politici. Più di 10.000 persone transitarono per questa prigione.

### Potsdam
- Gedenkstätte Lindenstraße: è posizionato ai numeri 54/55 della Lindenstraße di Potsdam. L'edificio originale venne costruito tra il 1733 e il 1737 come palazzo barocco. Diventò nel 1820 una corte e una prigione. Dal 1933 il regime nazista vi tenne prigionieri politici. I sovietici rilevarono l'edificio nel 1945, usandolo anch'essi come prigione per prigionieri politici. La Stasi poi lo utilizzo per lo stesso scopo fino al 1989. Vi transitarono circa 6.000 persone.

### Rostock
- Centro di documentazione e memoriale dell'ex prigione Stasi di Rostock: sito al numero 34b dell'Hermannstraße di Rostock, questo centro era parte del complesso Stasi del distretto della città. Ora l'edificio è parte della Corte di Rostock e dell'Università di Rostock. Il complesso venne utilizzato dalla Stasi dal 1960 al 1989. Usata come prigione per prigionieri politici, vi transitarono circa 4.900 persone.

## Filmografia
- Il sipario strappato, regia di Alfred Hitchcock (1966)
- Il silenzio dopo lo sparo, regia di Volker Schlöndorff (2000)
- Le vite degli altri, regia di Florian Henckel von Donnersmarck (2006)
- Ballon: il vento della libertà (2018)

## Voci correlate

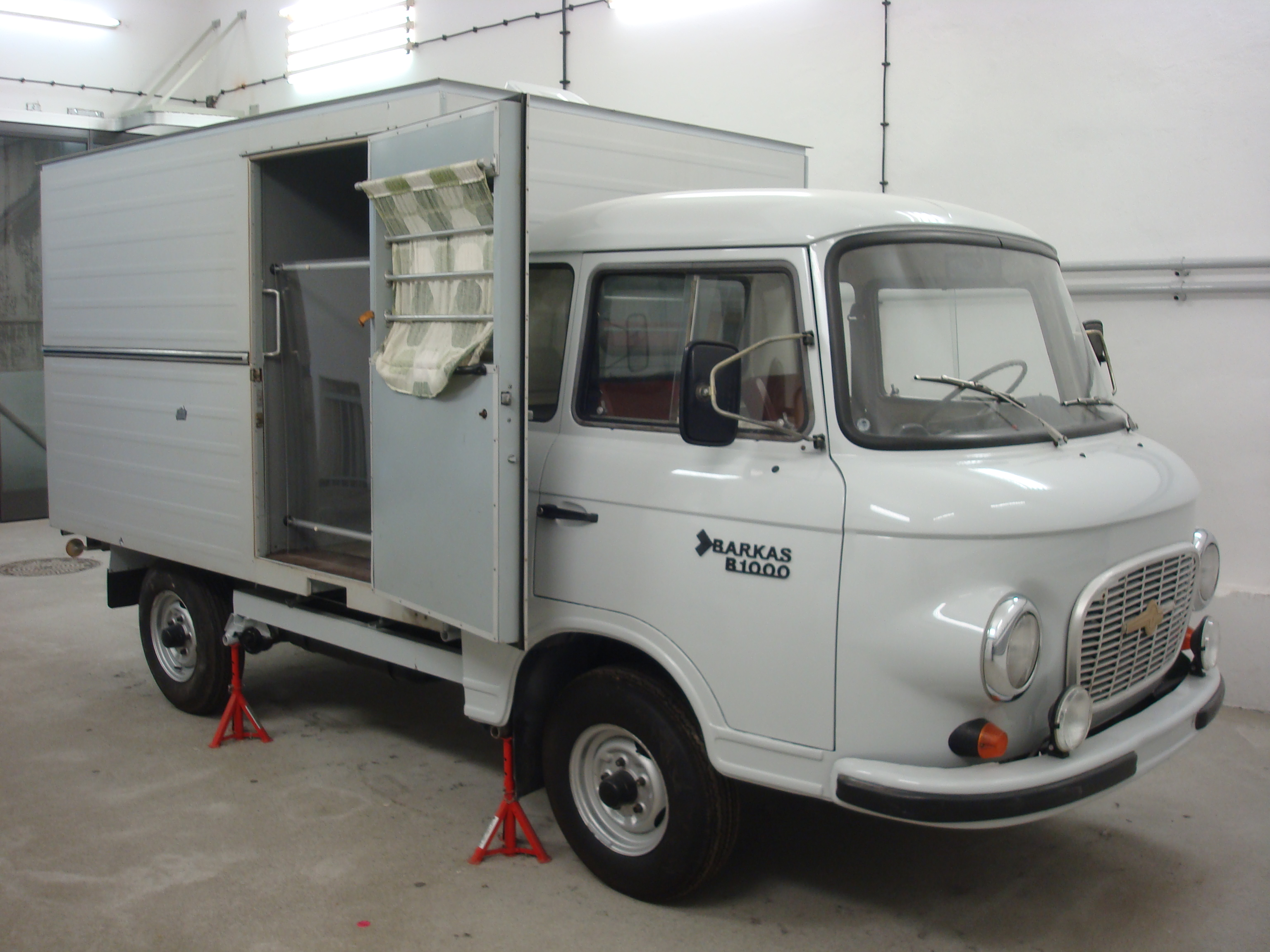
Esempio di mezzo di trasporto segreto per prigioniero in dotazione della Stasi in base al furgone B1000. In mostra presso il memoriale della prigione di Hohenschönhausen a Berlino